# JOIDES Resolution
Dieser Artikel wurde wegen inhaltlicher Mängel auf der Qualitätssicherungsseite des Portals Geowissenschaften eingetragen. Dies geschieht, um die Qualität der Artikel im Themengebiet Geowissenschaften zu steigern. Bitte hilf mit, die Mängel zu beseitigen, oder beteilige dich an der Diskussion. (+)

Begründung: Primärquelle steht in Widerspruch zur zitierten Quelle, derzufolge IODP Expedition 399 "1.268 Meter in den Erdmantel vorgestoßen" sein soll, nicht etwa 1267 mbsf (U1601C). --BGKS Kulms (Diskussion) 18:53, 10. Jun. 2025 (CEST)
JOIDES Resolution (Joint Oceanographic Institutions Deep Earth Sampler) ist ein Forschungsschiff, das ab 1985 beim Ocean Drilling Program und dann beim Integrated Ocean Drilling Program eingesetzt wurde. Es ist Nachfolger der Glomar Challenger.
Das Schiff lief 1978 in Halifax vom Stapel und hieß ursprünglich Sedco/BP 471. Es war für Ölbohrungen konzipiert und im Besitz von BP und Schlumberger. 1984 wurde das Schiff zum Forschungsschiff umgebaut und in JOIDES Resolution umgetauft. JOIDES ist das Akronym für Joint Oceanographic Institutions für Deep Earth Sampling, der Namensteil Resolution leitet sich von der Resolution ab, auf der James Cook seine Forschungsreisen im Pazifik durchführte. Die JOIDES Resolution ist im Besitz von Overseas Drilling Limited, einer Tochtergesellschaft von Siem Offshore AS.
Im September 2023 bohrten Wissenschaftler am Lost City (Hydrothermalfeld) durch die dort fast 7 Kilometer dicke Erdkruste, um erstmals Proben vom Erdmantel zu entnehmen. Man stieß 1.268 Meter in den Erdmantel vor und entnahm einen 886 Meter langen Bohrkern aus dem Mantel der Erde.
2024 wurde bekannt, dass die JOIDES Resolution außer Dienst gestellt wird.